# Franc Weerwind
Franciscus Max (Franc) Weerwind (ur. 22 września 1964 w Amsterdamie) – holenderski polityk, urzędnik i samorządowiec, burmistrz miejscowości Niedorp, Velsen i Almere, od 2022 do 2024 minister.

## Życiorys
Jego ojciec pod koniec lat 50. wyemigrował z Surinamu i osiedlił się w Holandii. Franc Weerwind został absolwentem Uniwersytetu w Lejdzie, na którym w latach 1986–1992 studiował administrację publiczną. Był członkiem organizacji studenckiej LSV Minerva. Pracował jako konsultant do spraw organizacyjnych, a następnie jako urzędnik samorządowy. Był zastępcą sekretarza gminy Leiderdorp oraz sekretarzem gminy Wormerland.
Zaangażował się w działalność polityczną w ramach socjalliberalnej partii Demokraci 66. W 2004 został burmistrzem miejscowości Niedorp. W 2009 przeszedł na tożsame stanowisko w Velsen, a w 2015 stanął na czele władz miejskich w Almere. W styczniu 2022 w czwartym gabinecie Marka Ruttego objął stanowisko ministra bez teki ds. ochrony prawnej; urząd ten sprawował do lipca 2024.